# Pleurobranchoidea
Pleurobranchoidea Gray, 1827 è una superfamiglia di molluschi gasteropodi. È l'unica superfamiglia dell'ordine Pleurobranchida.

## Descrizione

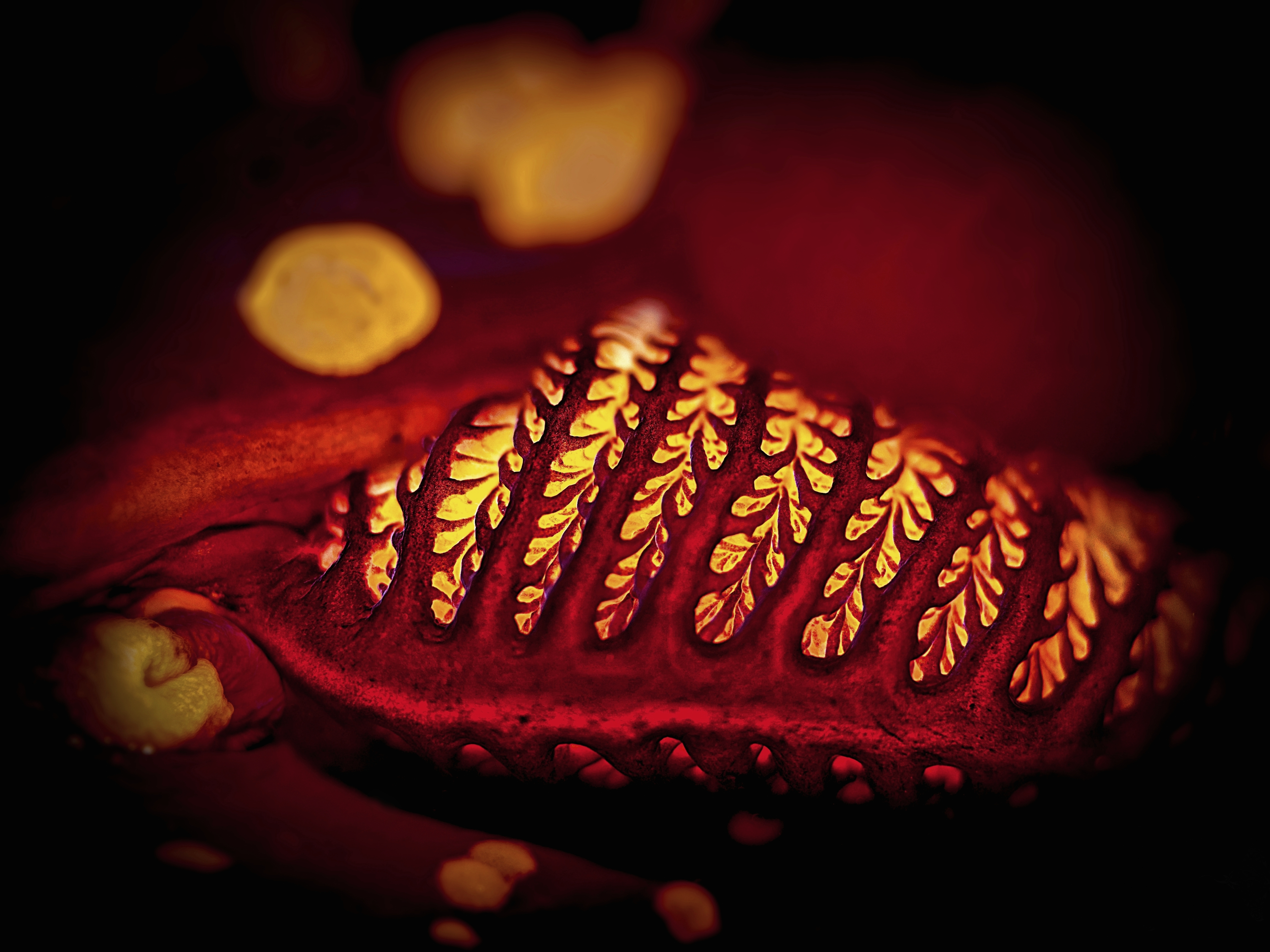
Primo piano della branchia laterale di Berthella martensi (Pleurobranchidae).

Il raggruppamento comprende molluschi gasteropodi privi di conchiglia, caratterizzati da branchie disposte sul fianco destro, subito dietro gli organi genitali.

## Tassonomia
Comprende le seguenti famiglie:
- Pleurobranchaeidae Pilsbry, 1896
- Pleurobranchidae Gray, 1827
- Quijotidae Ortea, Moro & Bacallado, 2016